# Sadist
A Sadist olasz technikás death metal/melodikus death metal/progresszív metal zenekar. 1991-ben alakultak Genovában. Zenéjük főleg ezekbe a stílusokba sorolható, de a 2000-es albumukon thrash metalt játszottak. A stílusváltás hatására ez az album nem kapott túl pozitív visszajelzéseket, így az együttes feloszlott. 2005-ben az együttes újra összeállt, azóta négy albumot adtak ki. Jelenlegi lemezkiadójuk a Scarlet Records. 2021-ben elkezdtek dolgozni új stúdióalbumukon, amely "Firescorcher" címen jelenik meg.

## Diszkográfia
- Black Screams (EP, 1991)
- Above the Light (1993)
- Tribe (1996)
- Crust (1997)
- Lego (2000)
- Sadist (2007)
- Season in Silence (2010)
- Hyaena (2015)
- Spellbound (2018)

## Tagok
- Trevor Nadir − ének (1996-2000, 2005–)
- Tommy Talamanca − elektromos gitár, billentyűk, elektromos zongora, effektek, akusztikus gitár, oud, santur, dalszerzés (1990-2001, 2005–)
- Alessio Spallarossa − dob (1999-2001, 2005–)

## Korábbi tagok
- Andy Marchini − basszusgitár, ének az Above the Light albumon (1991-1994), basszusgitár (1996-2001, 2005–)
- Chicco Parisi − basszusgitár (1995-1996)
- Marco "Peso" Pesenti − dob (1990-1996)
- Zanna − ének (1995-1996)
- Fabio − ének (1991-1992, 2000–2001)
- Oinos − dob (1997-1999)